# Großes Lautertal und Landgericht
Das FFH-Gebiet Großes Lautertal und Landgericht ist ein im Jahr 2005 durch das Regierungspräsidium Tübingen nach der Richtlinie 92/43/EWG (Fauna-Flora-Habitat-Richtlinie) angemeldetes Schutzgebiet (Schutzgebietskennung DE-7622-341) im deutschen Bundesland Baden-Württemberg. Mit Verordnung des Regierungspräsidiums Tübingen zur Festlegung der Gebiete von gemeinschaftlicher Bedeutung vom 5. November 2018 (in Kraft getreten am 11. Januar 2019), wurde das Schutzgebiet ausgewiesen.

## Lage
Das 3371,5 Hektar große FFH-Gebiet gehört zu den Naturräumen 096-Mittlere Kuppenalb und 097-Mittlere Flächenalb innerhalb der naturräumlichen Haupteinheit 09 -Schwäbische Alb. Es liegt im Tal der Großen Lauter mit Seitentälern von der Quelle bei Offenhausen bis zur Mündung in die Donau bei Lauterach.
- Landkreis Reutlingen:
- Gomadingen: 337,15 ha = 10 %
- Hayingen: 472,01 ha = 14 %
- Münsingen: 539,44 ha = 16 %
- Hohenstein: 67,43 ha = 2 %
- Alb-Donau-Kreis:
- Ehingen (Donau): 1314,885 ha = 39 %
- Lauterach: 606,87 ha = 18 %

## Beschreibung und Schutzzweck
Das Lautertal verläuft stark windend und ist begrenzt durch steile Hänge mit Felsformationen. Es wird bestimmt durch Kalk-Magerrasen. Im Gebiet befinden sich 65 Höhlen.

### Lebensraumklassen
(allgemeine Merkmale des Gebiets) (prozentualer Anteil der Gesamtfläche)
Angaben gemäß Standard-Datenbogen aus dem Amtsblatt der Europäischen Union
|                                             |                                             |  |      |      |
| N06 – Binnengewässer (stehend und fließend) | N06 – Binnengewässer (stehend und fließend) |  | 1 %  | 1 %  |
| N07 – Moore, Sümpfe, Uferbewuchs            | N07 – Moore, Sümpfe, Uferbewuchs            |  | 1 %  | 1 %  |
| N09 – Trockenrasen, Steppen                 | N09 – Trockenrasen, Steppen                 |  | 8 %  | 8 %  |
| N10 – Feuchtes und mesophiles Grünland      | N10 – Feuchtes und mesophiles Grünland      |  | 9 %  | 9 %  |
| N14 – Melioriertes Grünland                 | N14 – Melioriertes Grünland                 |  | 1 %  | 1 %  |
| N15 – Anderes Ackerland                     | N15 – Anderes Ackerland                     |  | 1 %  | 1 %  |
| N16 – Laubwald                              | N16 – Laubwald                              |  | 61 % | 61 % |
| N17 – Nadelwald                             | N17 – Nadelwald                             |  | 2 %  | 2 %  |
| N19 – Mischwald                             | N19 – Mischwald                             |  | 16 % | 16 % |
|                                             |                                             |  |      |      |

### Lebensraumtypen
Gemäß Anlage 1 der Verordnung des Regierungspräsidiums Tübingen zur Festlegung der Gebiete von gemeinschaftlicher Bedeutung (FFH-Verordnung) vom 5. November 2018 kommen folgende Lebensraumtypen nach Anhang I der FFH-Richtlinie im Gebiet vor:
| EU Code | Lebensraumtyp (offizielle Bezeichnung)                                                                          | Kurzbezeichnung                             | Hektar  |
| ------- | --- | ------------------------------------------- | ------- |
| 3260    | Flüsse der planaren bis montanen Stufe mit Vegetation des Ranunculion fluitantis und des Callitricho-Batrachion | Fließgewässer mit flutenderWasservegetation | 15,00   |
| 5130    | Formationen von Juniperus communis auf Kalkheiden und -rasen                                                    | Wacholderheiden                             | 159,87  |
| 6110    | Lückige basophile oder Kalk-Pionierrasen(Alysso-Sedion albi)                                                    | Kalk-Pionierrasen                           | 1,00    |
| 6210    | Naturnahe Kalk-Trockenrasen und deren Verbuschungsstadien (Festuco-Brometalia)                                  | Kalk-Magerrasen                             | 17,15   |
| 6430    | Feuchte Hochstaudenfluren der planarenund montanen bis alpinen Stufe                                            | Feuchte Hochstaudenfluren                   | 3,00    |
| 6510    | Magere Flachland-Mähwiesen (Alopecurus pratensis, Sanguisorbaofficinalis)                                       | Magere Flachland-Mähwiesen                  | 12,41   |
| 6520    | Berg-Mähwiesen                                                                                                  | Berg-Mähwiesen                              | 0,92    |
| 7220    | Kalktuffquellen (Cratoneurion)                                                                                  | Kalktuffquellen                             | 0,11    |
| 8160    | Kalkhaltige Schutthalden der collinen bismontanen Stufe Mitteleuropas                                           | Kalkschutthalden                            | 1,00    |
| 8210    | Kalkfelsen mit Felsspaltenvegetation                                                                            | Kalkfelsen mit Felsspaltenvegetation        | 10,12   |
| 8310    | Nicht touristisch erschlossene Höhlen                                                                           | Höhlen                                      | 0,001   |
| 9130    | Waldmeister-Buchenwald (Asperulo-Fagetum)                                                                       | Waldmeister-Buchenwald                      | 1940,50 |
| 9150    | Mitteleuropäischer Orchideen-Kalk-Buchenwald (Cephalanthero-Fagion)                                             | Orchideen-Buchenwälder                      | 86,40   |
| 9180    | Schlucht- und Hangmischwälder Tilio-Acerion                                                                     | Schlucht- und Hangmischwälder               | 88,80   |
| 91E0    | Auenwälder mit Alnus glutinosaund Fraxinus excelsior(Alno-Padion, Alnion incanae, Salicion albae)               | Auenwälder mit Erle, Esche, Weide           | 3,50    |

### Zusammenhängende Schutzgebiete
Das FFH-Gebiet besteht aus 14 Teilgebieten. Es überschneidet sich in großen Teilen mit mehreren Landschaftsschutzgebieten. Das Vogelschutzgebiet 7624-441 Täler der Mittleren Flächenalb hat  rund 42 Prozent Anteile am FFH-Gebiet. Es liegt außerdem zu 79 Prozent im Biosphärengebiet Schwäbische Alb.
Innerhalb des Gebiets liegen die Naturschutzgebiete
- 4197-Blasenberg-Ringelesberg
- 4246-Buttenhausener Eichhalde
- 4124-Eichholz
- 4313-Flusslandschaft Donauwiesen zwischen Zwiefaltendorf und Munderkingen
- 4249-Geißberg
- 4253-Hüttenstuhlburren
- 4126-Krähberg-Kapellenberg
- 4125-Steinbuckel